# Interoperabilitet
Interoperabilitet är förmågan hos olika system, ofta i datorsammanhang, att fungera tillsammans och kunna kommunicera med varandra. Exempel på detta kan vara att systemen kan använda samma protokoll, som TCP/IP eller HTTP, eller att de kan läsa och skriva samma filformat eller använda samma semantiska definitioner.
Den svenska försvarsmakten definierar interoperabilitet såhär:
| ”                                                     | Förmåga att multinationellt kunna fungera effektivt tillsammans. Skall kunna ske genom att tjänster utbytes mellan och utnyttjas av system, militära enheter eller militära styrkor. Uppnås genom en internationell standardiseringsprocess. | „ |
| – Högkvarteret, 1999b, citerad av Ingvar Sjöblom 2005 | |   |

| ”                                                                                               | förmågan hos ett system eller process att använda information och/eller funktionalitet från ett annat system eller process med hjälp av vanliga standarder | „ |
| – WEB SERVICES I 24H-MYNDIGHETEN – Potential och utmaningar, Carl Hedin, Mattias Uppström, 2005 | |   |